# Imperialismo statunitense

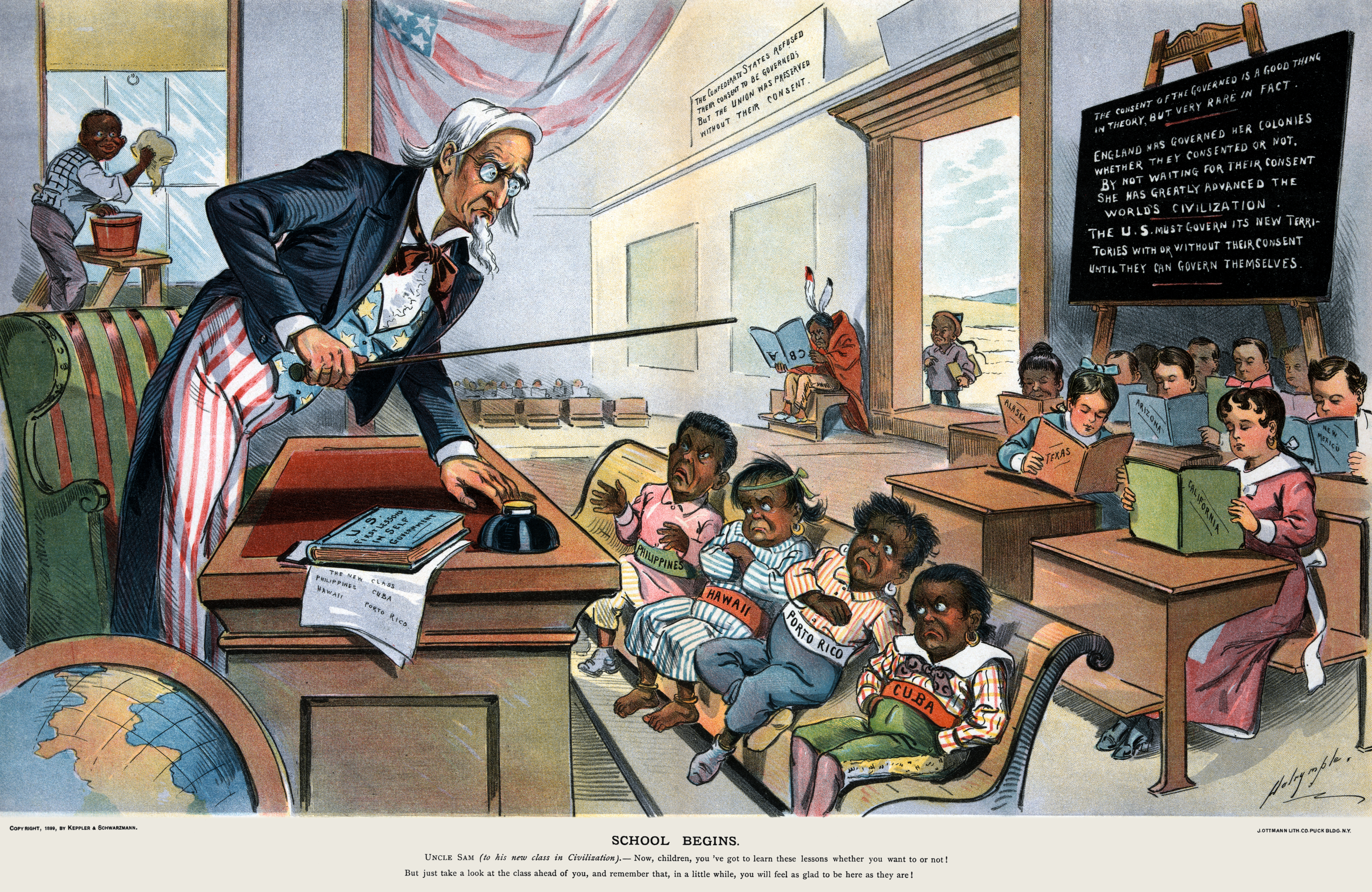
Vignetta satirica del 1899 che raffigura gli Stati Uniti come lo Zio Sam, severo maestro che bacchetta gli "alunni indisciplinati" Cuba, Porto Rico (sic), Hawaii e Filippine. Sullo sfondo si può notare un nativo americano in disparte con un libro sottosopra, un afroamericano che pulisce i vetri della scuola e un orientale sulla soglia.

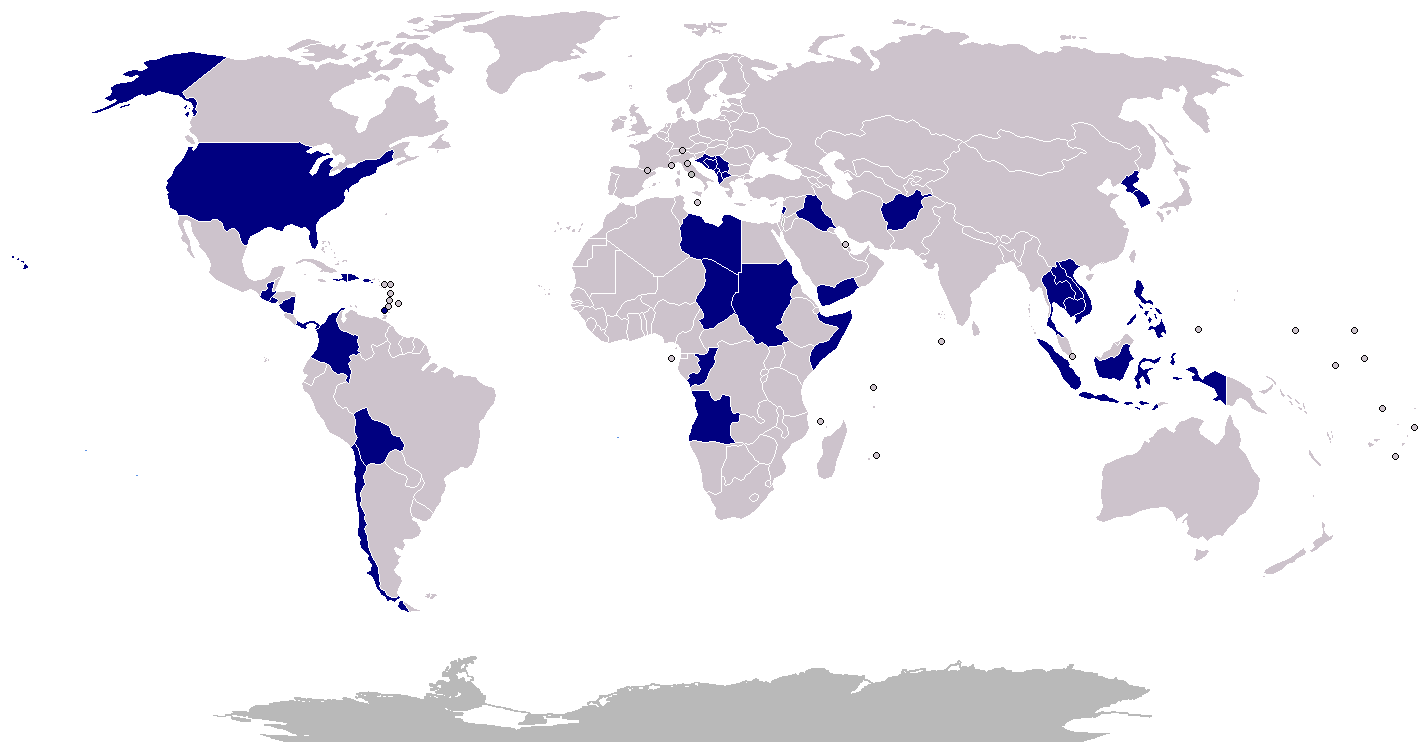
Paesi in cui gli Stati Uniti sono intervenuti militarmente dopo il 1950

L'imperialismo statunitense è definibile come l'influenza o condizionamento dell'economia e del campo militare e culturale da parte degli Stati Uniti d'America su altri Stati del mondo, accompagnata da un'influenza generale nella politica interna dei relativi governi.
Le origini ideologiche del fenomeno sono da rintracciarsi nella "dottrina Monroe", ma dopo la guerra messico-statunitense nel 1846 e la guerra ispano-americana a partire dal 1898, con l'ingresso degli Stati Uniti sulla scena della politica mondiale, i termini "imperialismo americano" ed "espansione imperialistica americana" divennero sempre più diffusi.

## Sinossi storica

### La situazione socio-economica negli USA nel XIX secolo

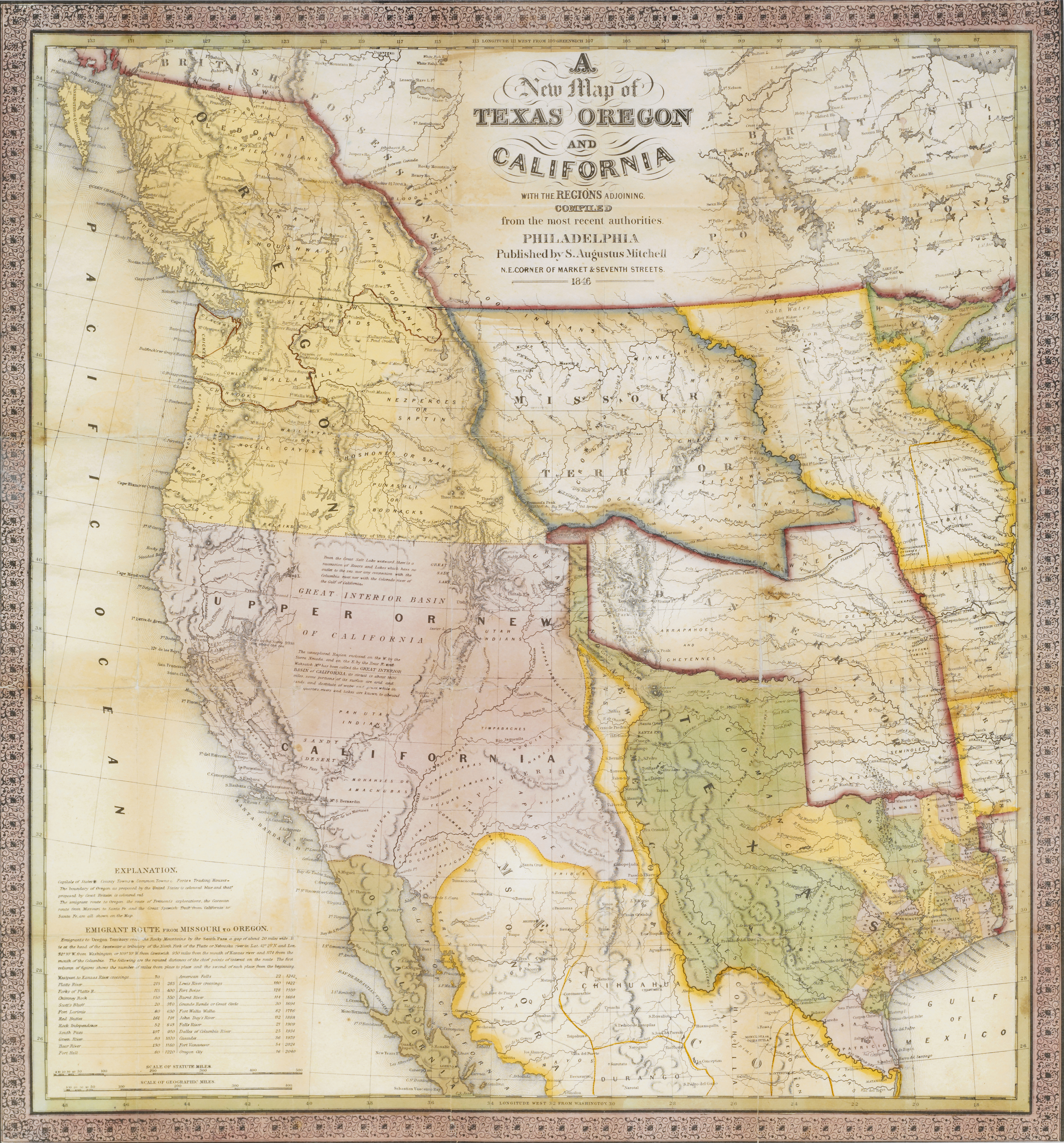
A New Map of Texas, Oregon, and California, Samuel Augustus Mitchell, 1846

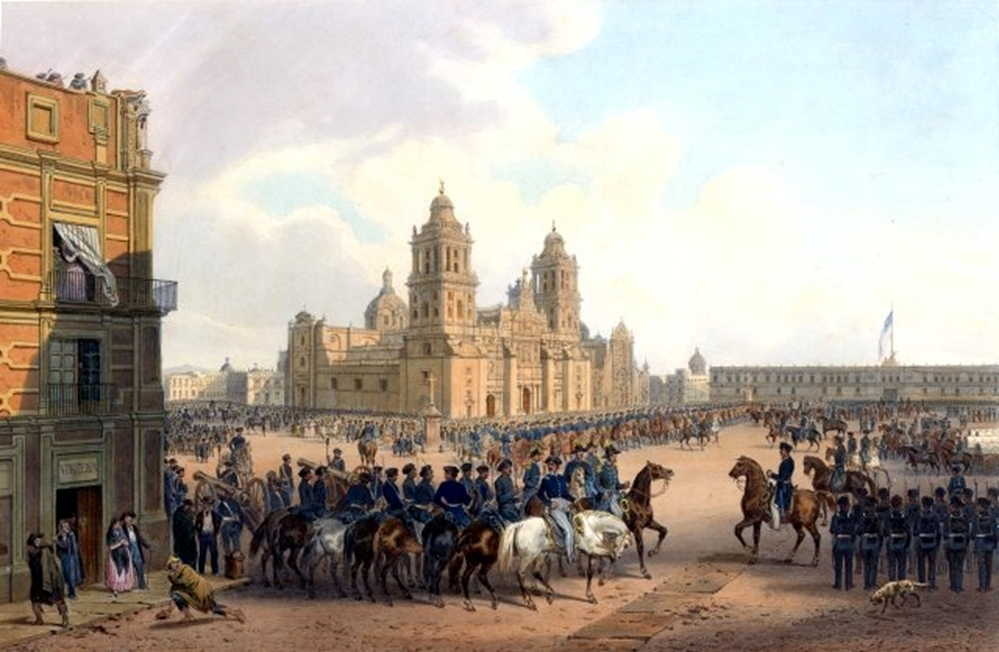
Occupazione americana di Città del Messico nel 1847

Alla fine della guerra di secessione americana e dopo l'era della ricostruzione nel 1893 gli Stati Uniti si trovarono ad affrontare una crisi bancaria che segnò l'inizio della grave depressione economica e la chiusura commerciale delle frontiere. Questi due fenomeni furono presto collegati a un terzo: la tendenza irrefrenabile alla "sovrapproduzione interna", che non tardò a diventare uno dei più angosciosi problemi della società americana. Fu proprio nel pieno della depressione, nel gennaio 1895, che venne costituita la National Association of Manufacturers, con l'obiettivo di promuovere le esportazioni. Il fatto che la ripresa economica, nel corso del biennio successivo, coincidesse con l'energico incremento delle esportazioni non fece che rafforzare la convinzione che l'origine della crisi, che aveva provocato il collasso nel 1893, andasse individuata proprio nell'insufficienza del mercato interno, e che quindi la chiave di volta per la prosperità andasse ricercata nei mercati esteri, elemento cruciale da cui dipendevano la stagnazione o lo sviluppo economico statunitense.
L'esistenza fin dai primi insediamenti coloniali, di una frontiera mobile verso l'ovest, costituiva la base delle peculiarità qualificanti della storia degli Stati Uniti. La continua disponibilità di terre libere aveva significato, per la storia statunitense, la possibilità di una costante diffusione del potere economico e quindi del potere politico. Nella sua tesi della frontiera Frederick Jackson Turner affermò infatti che: "l'esistenza di una superficie di terre libere e aperte alla conquista, la sua retrocessione continua e l'avanzata dei coloni verso occidente, spiegano lo sviluppo della nazione americana.[...] a quattro secoli dalla scoperta dell'America, la frontiera si è chiusa, e con essa si è chiuso il primo periodo della storia americana".
In un articolo pubblicato nel 1896 affermò inoltre: "Per quasi tre secoli il fattore dominante della vita statunitense è stata l'espansione. Con l'occupazione della costa del Pacifico e delle terre libere, questo movimento si è arrestato". L'ideologia espansionistica della frontiera mobile aveva quindi radici antiche e trovava ragioni anche nell'imponente flusso migratorio in accoglienza, percepito come prova inconfutabile della superiorità politica, economica, sociale degli Stati Uniti. Dato che nell'immaginario collettivo, la nazione era considerata terra privilegiata di libertà, democrazia e prosperità, era facile pensare che la sua espansione non potesse che configurarsi come ulteriore diffusione di questi diritti e benefici e che quindi, anche la sua lotta per la conquista di un dominio sempre più vasto non dovesse essere considerata come avidità di potenza e di ricchezza dalle nazioni europee, etichettate come coloniali e sfruttatrici.

### L'inizio della politica interventista statunitense
Dalla fine del XIX secolo in poi gli Stati Uniti diedero un carattere imperialista alla dottrina Monroe e cominciarono a rafforzare la sua influenza militare economica e politica nella regione caraibica, anche attraverso interventi militari, con l'obiettivo è quello di trasformare il Mar dei Caraibi in un mare nostrum per la sua importanza strategica.
Tra il 1891 e il 1912 eseguono una serie di interventi militari: 1891, Haiti; 1895, Nicaragua; 1898, Porto Rico e Cuba; 1899, Nicaragua; 1902, Venezuela; 1903, Repubblica Dominicana e Colombia; 1904, Repubblica Dominicana e Guatemala; 1906-1903, Cuba; 1907, Repubblica Dominicana; 1909-1910, Nicaragua; 1910-1911 Honduras; 1912, Cuba, Nicaragua e Repubblica Dominicana (al di fuori dei Caraibi, nel 1891 vengono intraprese azioni militari contro il Cile).
Praticando la "diplomazia del dollaro", realizzano interventi finanziari che portano all'istituzione di controlli americani sulle finanze di diversi stati (Honduras, Nicaragua, Repubblica Dominicana, Haiti). Hanno acquisito territori come Puerto Rico dopo la guerra contro la Spagna nel 1898, e le Isole Vergini, acquistate dalla Danimarca nel 1917. Alcuni Stati sono posti sotto uno status vicino al protettorato, come Cuba, in virtù dell'emendamento Platt e dell'acquisizione della base navale di Guantánamo, e Panama, in virtù della costituzione panamense (redatta con la partecipazione del console americano) e del dispiegamento permanente delle forze americane nell'area del canale.

## Episodi storici

### L'intervento nell'America centrale e la questione cubana
Tra il 1896 e il 1898 le condizioni per un intervento USA nel conflitto tra Cuba e la Spagna apparivano particolarmente favorevoli. Il 1896 era un anno di elezioni presidenziali, ciò offriva ai due grandi partiti statunitensi l'occasione per precisare il loro atteggiamento sul problema cubano. Il programma approvato dai repubblicani, dopo avere ribadito la piena validità della dottrina Monroe e il diritto degli Stati Uniti di darvi concreta applicazione, affermava solennemente: "noi seguiamo con profondo e costante interesse le eroiche battaglie dei patrioti cubani contro la crudeltà e l'oppressione". I democratici si espressero in termini più sfumati, il loro programma dichiarava infatti: "offriamo la nostra simpatia al popolo di Cuba nella sua eroica lotta per la libertà e l'indipendenza".
Il nuovo presidente, William McKinley, uomo di fiducia dei potenti banchieri e industriali dell'Est, era più che mai desideroso di evitare passi falsi che potessero rischiare di rendere inevitabile una guerra con la Spagna; inoltre, nel 1897, la comunità statunitense degli affari era nettamente ostile all'idea di una guerra. La prosperità era tornata, ma le ripercussioni psicologiche provocate dal collasso dell'economia statunitense pochi anni prima non erano ancora del tutto cancellate. Particolarmente interessati a un rapido ripristino della pace e dell'ordine a Cuba, anche a costo di un intervento statunitense che portasse a una guerra, erano invece i proprietari di piantagioni di tabacco e di zucchero e gli importatori e raffinatori di zucchero greggio.

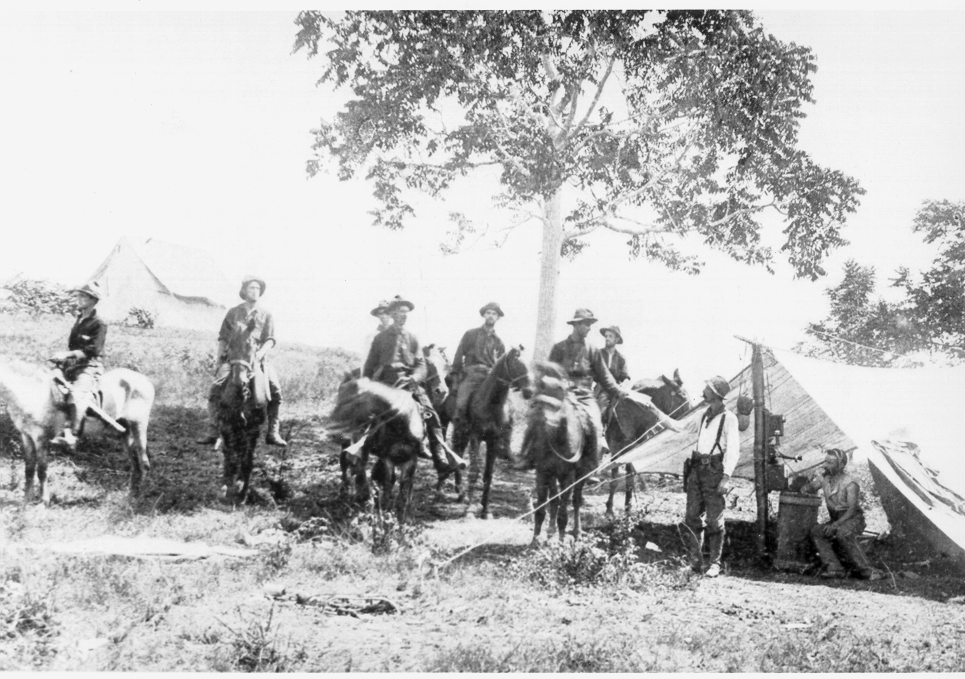
L'imperialismo statunitense a Cuba

Si può affermare, nel complesso, che la parte più influente del mondo degli affari statunitense, più che spingere a favore della guerra tentò per quanto possibile di impedire tale eventualità. L'impaziente ardore bellico di Theodore Roosevelt rifletteva l'atteggiamento di due gruppi ristretti ma influenti: il manipolo di politici e intellettuali come John Hay e Brooks Adams, che da qualche anno si erano fatti assertori instancabili di una politica fortemente espansionistica e dei mezzi per attuarla, e la più vasta schiera costituita da rappresentanti della borghesia professionale e dell'indebolita oligarchia patrizia dell'est, che cominciavano a dare vita al movimento progressista.
L'indignazione del movimento populista per le atrocità spagnole commesse a Cuba, dove il governo spagnolo per placare le rivolte decise di spingere con la forza la popolazione a riversarsi nelle città, cercando così di isolare i ribelli, crebbe. In queste aree di "concentramento e controllo" della popolazione le condizioni di vita erano terribili, e si stima vi abbiano avuto luogo in pochi mesi molte decine di migliaia di decessi, a causa delle precarie condizioni igieniche, sanitarie e alimentari. Caratterizzato da una notevole dose di incertezza e di ambiguità fu invece l'atteggiamento nei confronti della questione cubana e di un'eventuale guerra contro la Spagna assunto dal movimento sindacale e dagli sparsi nuclei socialisti esistenti negli Stati Uniti. Se in un primo tempo i movimenti anti-bellicistici furono in netta prevalenza, dopo l'affondamento della Maine e l'aumentare della tensione con la Spagna si registrò un primo evidente mutamento di opinione.
Gli oppositori dell'intervento statunitense rimasero una modesta minoranza. Dopo la drammatica scomparsa del primo ministro e capo del partito conservatore spagnolo Antonio Cánovas del Castillo, assassinato da un anarchico italiano, ci fu l'ascesa al potere a Madrid del liberale Práxedes Mateo Sagasta, che si affrettò ad abbracciare una politica più conciliante a Cuba. Infatti il 25 novembre promulgò una serie di decreti, in base ai quali sull'isola avrebbe dovuto venir instaurato un governo autonomo. Gli insorti respinsero questo gesto conciliante e intensificarono sia le loro operazioni militari, sia la loro azione di propaganda in vista del raggiungimento del loro obbiettivo: la completa indipendenza.

### La guerra ispano americana

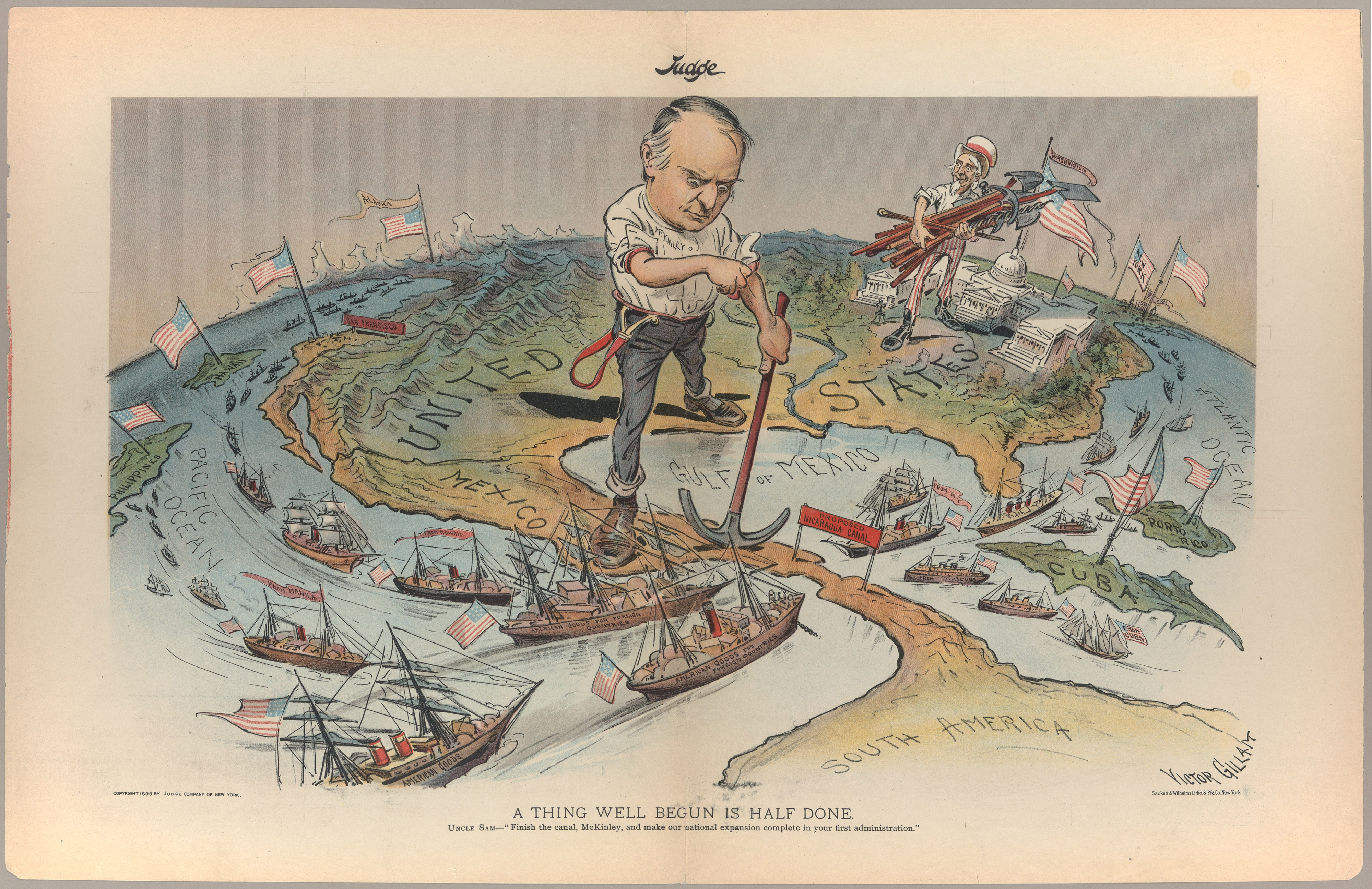
Vignetta satirica a riguardo delle ambizioni imperiali dell'America dopo la rapida vittoria di McKinley nella guerra ispano-americana del 1898. La bandiera americana sventola dalle Filippine e dalle Hawaii nel Pacifico fino a Cuba e Porto Rico nei Caraibi

Con la vittoria statunitense nella guerra ispano-americana nel 1898 e all'acquisto di un limitato dominio coloniale, la politica estera statunitense aveva sempre avuto un'importanza del tutto secondaria. Poco prima della metà del secolo erano state definitivamente risolte le questioni riguardanti i confini settentrionali e meridionali: riguardo al sud, la guerra contro il Messico e la conquista della California e del rimanente territorio a nord del Rio Grande; relativamente al nord i negoziati con la Gran Bretagna avevano portato ad accordi sui confini tra Canada e Stati Uniti. La soluzione di questi problemi portò a un'accentuazione dell'isolamento politico degli Stati Uniti rispetto al resto del mondo nel superare la grave crisi della Guerra Civile e nel completare la colonizzazione e lo sfruttamento delle terre dell'ovest.
La crisi del 1895-1896 con la Gran Bretagna, a proposito del confine orientale con il Venezuela, aveva messo a nudo una visione più ampia e articolata degli interessi degli Stati Uniti: si era infatti delineata una strategia di potenza caratterizzata da una più organica e consapevole integrazione politica a livello di governo, delle varie pressioni dei più potenti gruppi economici. Il punto focale della politica di Washington fu costituito dalla questione della reciprocità commerciale con gli stati dell'America Latina e dal tentativo, fallimentare, di dare vita a un sistema economico "panamericano". La guerra ispano-americana conferì di fatto una nuova posizione agli Stati Uniti, che si sentirono investiti della responsabilità di indirizzare la politica estera di una grande potenza. Una delle conseguenze paradossali di questa guerra, fu che gli Stati Uniti ne uscirono con il possesso pieno e definitivo delle Filippine, mentre Cuba, che era stata la causa primaria del conflitto e una delle ambizioni dell'espansionismo statunitense, restava fuori dalla vera e propria sovranità statunitense, in una condizione giuridica e politica mal definita.

### La presidenza Roosevelt e la politica del "grosso bastone"
Negli Stati Uniti la svolta sulla politica estera era stata caratterizzata da una parte, dalla presenza di correnti antimperialistiche particolarmente tenaci, dall'altra da incertezze e perplessità che avevano investito allo stesso modo sia i circoli di governo, sia gli ambienti economici più direttamente interessati. L'imperialismo come ideologia e come politica in atto non fece che riflettere verso l'esterno l'esigenza di organizzazione dell'espansione capitalistica; gli Stati Uniti lungo tutta la storia erano stati un paese debitore, che importava capitali più di quanti ne esportasse, ma a partire dal 1897 vi fu la tendenza dei capitali statunitensi a cercare nuove fonti di profitto sui mercati stranieri, dando così il via a un gran numero di investimenti all'estero.
L'accidentale ingresso di Theodore Roosevelt alla Casa Bianca nel 1901, in seguito all'assassinio di William McKinley, diede un nuovo impulso al dinamismo statunitense in Estremo Oriente. La Cina offriva il vantaggio di trovarsi in condizioni politiche ed economiche tali da fare pensare che sarebbe restata in condizioni di vassallaggio senza riuscire a diventare, in un futuro prossimo, una temibile concorrente industriale per gli Stati Uniti. A rendere particolarmente drammatici gli accenti con i quali uomini come Brooks Adams invocavano la necessità di una vigorosa politica di espansione commerciale in Cina e nell'Asia Orientale, in genere contribuivano la consapevolezza dell'enorme ritardo con cui gli Stati Uniti si erano presentati a chiedere la loro parte di controllo economico del traballante impero cinese e la conseguente posizione di debolezza in cui vi si trovavano le imprese statunitensi rispetto a quelle delle altre grandi potenze.

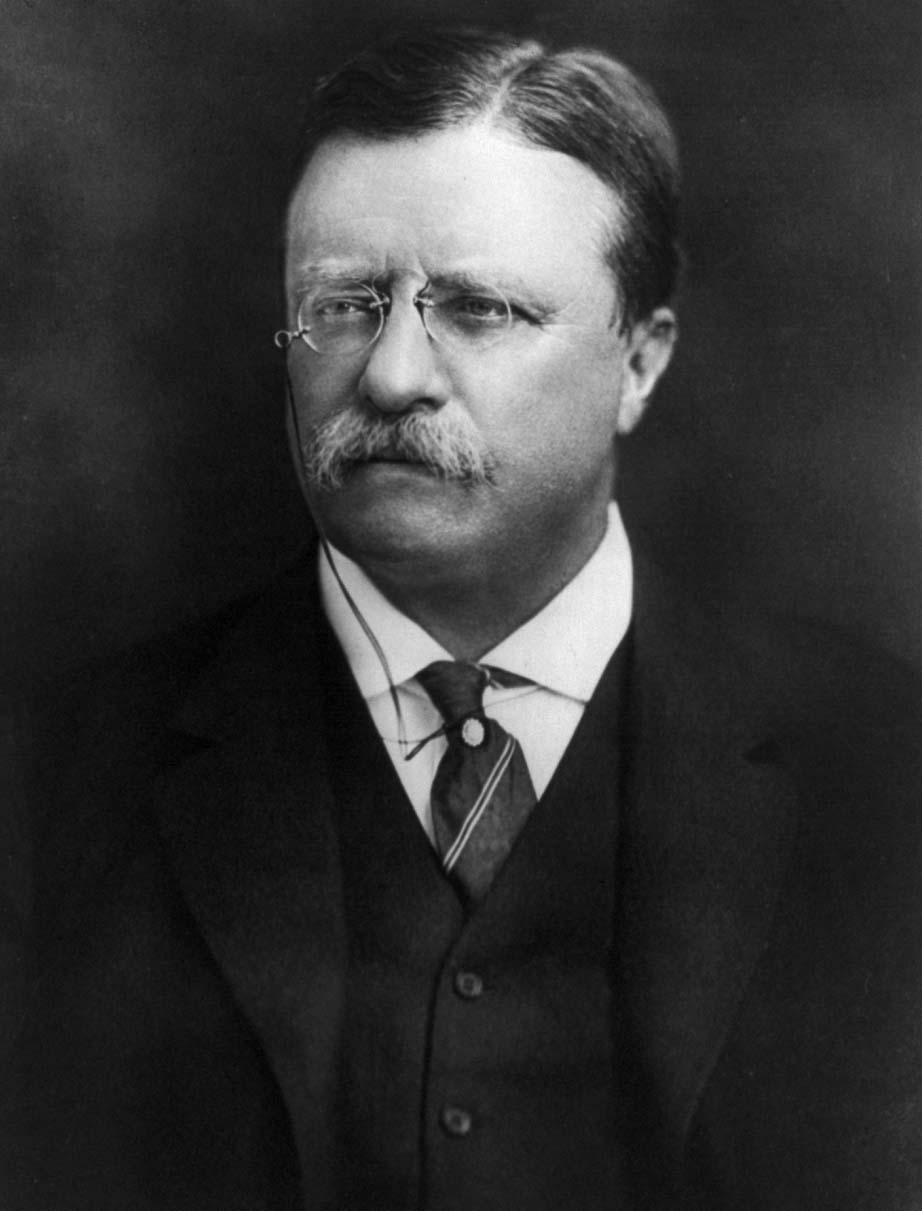
Theodore Roosevelt

La natura dei rapporti fra gli Stati Uniti e i loro possedimenti coloniali di recente acquisizione costituì un chiaro successo degli ambienti economici più direttamente interessati a evitare un'invasione sul mercato interno di determinati prodotti filippini e segnò un nuovo punto a favore della politica protezionistica. Se da un lato i benefici economici che originariamente erano stati sperati e previsti dai fautori dell'annessione delle Filippine, si erano rivelati inferiori alle aspettative, dall'altro il peso che quel lontano e difficilmente difendibile possedimento costituiva sul piano diplomatico e militare diventava sempre più gravoso, specie nei momenti di tensione con il Giappone. Gli Stati Uniti dovevano rassegnarsi al fatto che non era possibile considerare le Filippine solamente come un mercato privilegiato e un trampolino di lancio per la penetrazione economica in Cina; il loro possesso significava inevitabilmente responsabilità militari e diplomatiche, alle quali non erano ancora preparati e nuovi imprevedibili rischi nella condotta della politica estera. Quattro anni dopo, la legge del 5 agosto 1909 pose le fondamenta di un sistema di libero scambio nel commercio tra le Filippine e gli Stati Uniti. Da un lato, tutti i prodotti statunitensi, fatta eccezione per il riso, ottennero libero accesso nelle Filippine; dall'altro, quelli filippini furono liberamente ammessi sul mercato statunitense, sia pure con una restrizione grave riguardante lo zucchero e il tabacco.
L'American China development Company era stata costituita nel 1895 con il preciso scopo di promuovere la penetrazione economica statunitense in Cina, attraverso concessioni ferroviarie e minerarie. Il prestigio degli Stati Uniti in Cina subiva un ulteriore rovescio a seguito dei boicottaggi dei prodotti statunitensi organizzato in tutto il paese dagli elementi nazionalisti, esasperati dalla politica statunitense di discriminazione razziale nel campo dell'immigrazione. I Giapponesi non erano associati al disprezzo con il quale erano considerati in America i popoli orientali; il presidente Roosevelt non nascondeva la sua ammirazione per loro, giungendo addirittura ad ammettere che gli statunitensi potessero avere da imparare qualcosa da quel popolo.
Per Roosevelt, nel 1904, il Giappone rappresentava il più valido e idoneo strumento per la conservazione dell'equilibrio di potenza in Estremo Oriente. Certo egli non nascondeva i pericoli che avrebbero potuto derivare da un eccessivo rafforzamento nipponico: per questo era necessario che gli Stati Uniti assumessero un ruolo di guida e di controllo. Con l'accordo Taft-Katsura del 1905, stipulato a seguito nell'assicurazione da parte di Katsura Tarō che il Giappone non avesse alcuna ambizione nei confronti delle Filippine, e nel riconoscimento da parte di William Howard Taft, che gli Stati Uniti consideravano la preponderanza nipponica sulla Corea una logica conseguenza della guerra russo-giapponese e che essi non erano comunque intenzionati a opporsi all'instaurazione di un protettorato del governo di Tokyo sulla penisola di Corea. Con l'accordo si fece sentire per la prima volta l'onere politico-diplomatico che per gli Stati Uniti costituiva il possesso delle Filippine. Nel 1905 gli ambienti economici statunitensi erano divisi: secondo alcuni non restava che trarre le dovute conseguenze e riconoscere una volta per tutte nel Giappone il principale avversario, e quindi operare in ogni modo per ostacolarne l'espansione; per altri invece, il modo migliore per farsi largo sui mercati dell'Asia Orientale era quello di procedere di comune accordo con la potenza nipponica. L'arcipelago delle Filippine si era rivelato fonte di debolezza piuttosto che punto di forza sotto il profilo militare, che contribuiva in questo modo a rendere più attraente questa seconda via ai governatori statunitensi.
Il 30 novembre 1908 il segretario di stato Root e l'ambasciatore nipponico a Washington, Takahira, firmarono un accordo, con il quale i due governi si impegnavano a riconoscere i rispettivi possedimenti territoriali; gli Stati Uniti ottenevano una nuova garanzia per le Filippine da parte dell'unica potenza che poteva costituire ormai un pericolo effettivo per quel possedimento. Secondo alcuni, una delle ragioni fondamentali del fallimento della politica di Roosevelt fu l'esagerata accentuazione del pericolo russo. La Russia, che non era né poteva essere una concorrente temibile sui mercati della Cina e della Manciuria, fu disegnata come nemico principale, con la conseguenza che gli Stati Uniti furono inevitabilmente portati a spalleggiare la Gran Bretagna e il Giappone, ossia proprio quelle nazioni la cui competizione economica rappresentava una minaccia effettiva. Intanto la politica interventista nell'America centrale continuò poco prima dell'intervento degli Stati Uniti d'America nella prima guerra mondiale, con l'occupazione statunitense della Repubblica Dominicana nel 1916, nell'ambito delle così dette "guerre della banana".

### La guerra nelle Filippine
A quell'epoca non esistevano in realtà interessi commerciali statunitensi nei confronti delle Filippine, ma secondo Theodore Roosevelt, che faceva parte dell'amministrazione McKinley nella posizione di sottosegretario della Marina, prima o poi la guerra fra Spagna e Stati Uniti sarebbe scoppiata e la lotta avrebbe dovuto essere condotta non solo nei Caraibi e in generale nell'Atlantico, ma anche nel Pacifico occidentale. Il 1º maggio la squadra americana del Pacifico distrusse nella baia di Manila (possedimento spagnolo) la flotta spagnola e pose le premesse per l'occupazione americana delle Filippine.
L'atteggiamento di gran parte di coloro che si erano dimostrati ostili a una politica bellicistica era stato determinato non tanto da un'avversione all'espansionismo, quanto dal timore delle conseguenze negative che un conflitto armato avrebbe potuto provocare, in modo particolare sul piano economico.

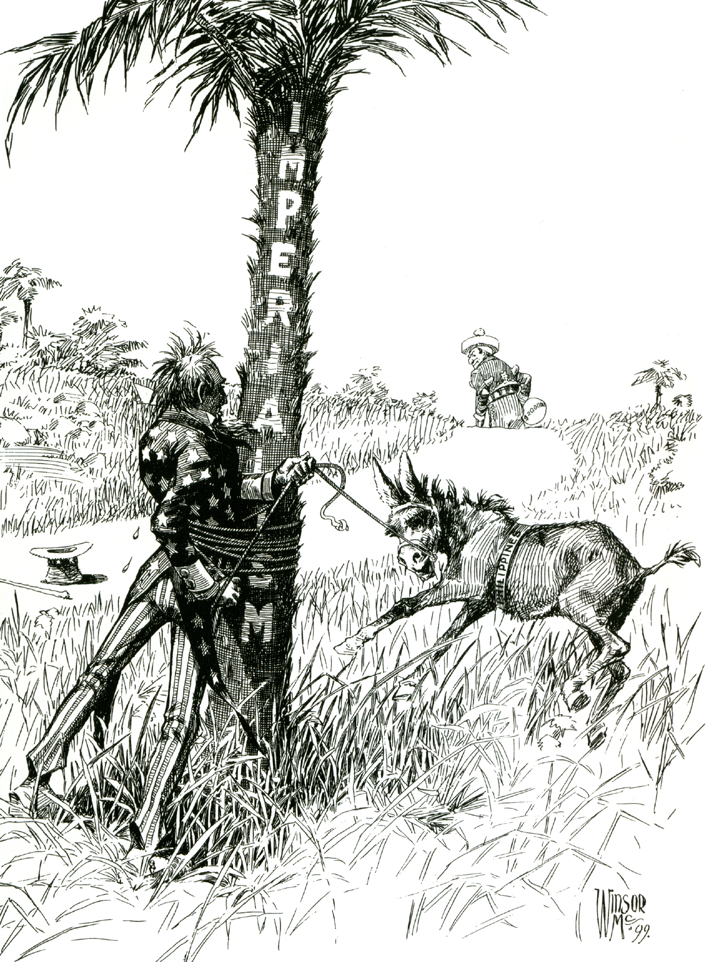
Imperialismo statunitense nelle Filippine

Alla fine di luglio il governo di Madrid chiese la sospensione delle ostilità e l'avvio di trattative di pace; le condizioni preliminari poste dagli statunitensi per accettare la richiesta furono dure, ma dovettero essere accettate dagli spagnoli: l'evacuazione di Cuba e la rinuncia definitiva a questa colonia; la concessione agli Stati Uniti di Porto Rico e di un'isola dell'arcipelago dei Ladroni e, infine, l'occupazione da parte statunitense della città, del porto e della baia di Manila, in attesa che la sorte definitiva delle Filippine venisse coronata nel corso dei negoziati di pace, che ebbero inizio a Parigi il 1º ottobre. La vittoria sulla Spagna e i negoziati di Parigi diedero l'avvio a un grande dibattito interno sull'imperialismo, destinato poi a dominare la scena politica statunitense per anni.
Il vittorioso andamento della guerra aveva convinto molti degli stessi uomini d'affari, che fino a poco prima avevano continuato a sottolineare come l'acquisto delle colonie non avrebbe portato sostanziali vantaggi commerciali, e avrebbe invece significato piuttosto oneri finanziari e rischi diplomatici, che la via dell'espansione economica passava per le annessioni territoriali. Il primo frutto della nuova politica annessionista fu tuttavia una conseguenza solo indiretta della vittoria militare sulla Spagna. Il trattato di annessione delle Hawaii, che era stato fermato al Senato tempo prima per colpa di un gruppo di senatori antimperialisti, venne ripreso in considerazione e fu votato: McKinley appose la firma al documento che sanciva l'annessione delle Hawaii il 7 luglio 1898.
Le Filippine interessavano agli statunitensi non tanto per i benefici diretti che si sarebbero potuti trarre sul piano economico, quanto perché giudicate ormai l'indispensabile porta di accesso al mercato cinese sul quale si andava sempre più focalizzando l'attenzione generale. Per il momento la Cina offriva sbocchi circoscritti alla produzione statunitense, ma esercitava una forte suggestione; non era poi da trascurare neppure il peso del "movimento missionario protestante", particolarmente attivo in Cina in quegli anni; infine facevano sentire in maniera sempre più preminente la loro influenza considerazioni di politica internazionale. Rinunciare alle Filippine avrebbe significato abbandonarle all'avidità di qualche altra grande potenza.

## Il movimento antimperialista
Bisogna precisare che gli antimperialisti non si opponevano in genere all'imperialismo indiretto, "informale", cioè all'espansione e alla supremazia economica degli Stati Uniti; ciò a cui erano assolutamente ostili era l'imperialismo in senso stretto, inteso come espansione territoriale, cioè la creazione di un sistema coloniale. Imperialisti e antimperialisti erano in ogni caso accomunati dalla medesima concezione della superiorità razziale anglosassone, o più precisamente euro-statunitense, rispetto ai popoli tropicali.
Il fronte antimperialista poneva innanzitutto un'obiezione di carattere costituzionale, in quanto, secondo costoro l'annessione di territori coloniali era in contrasto con lo spirito della costituzione, dato che tutto il sistema costituzionale statunitense era basato sul principio del governo rappresentativo e sulla garanzia dei diritti e delle libertà individuali, principio incompatibile con il colonialismo. Un argomento, invece, di carattere più strettamente politico era che la creazione di un dominio coloniale avrebbe messo a repentaglio il regolare funzionamento del governo democratico e le libertà stesse personali dei cittadini.

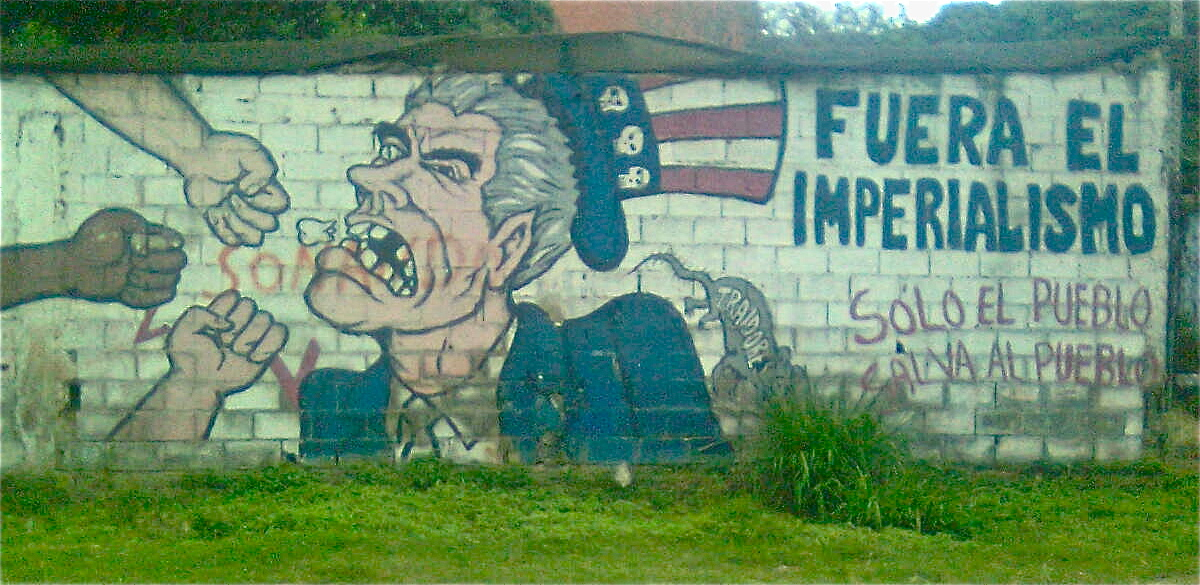
Immagine di un manifesto antimperialista

Inoltre lo stabile inserimento nell'organismo politico-sociale della nazione di popolazioni inferiori socialmente ed economicamente avrebbe, come per contagio, alterato il sano equilibrio esistente nelle istituzioni statunitensi e portato una ventata di corruzione e di inefficienza, forse anche di violenza nella vita pubblica degli Stati Uniti. Infine gli antimperialisti non mancavano di avanzare una considerazione di ordine morale pura e semplice: era ingiusto imporre con la forza il proprio dominio su altri popoli.
La presa di posizione anti-annessionistica era tuttavia tutt'altro che ferma e coerente, e infatti l'annessione di Porto Rico incontrò scarsa ostilità. Dopo la guerra del 1898 gli Stati Uniti abbandonarono la via dell'imperialismo territoriale preferendo imboccare quella dell'imperialismo indiretto, o informale, rinunciando a ulteriori annessioni anche quando si presentò l'occasione, come nel caso dell'occupazione militare di Cuba tra il 1906 e il 1909. Si riaprì il dibattito sugli indirizzi della politica estera statunitense, non più visti esclusivamente o prevalentemente attraverso la questione dell'imperialismo, sebbene l'opposizione interna portò anche alla fondazione di alcune organizzazioni come la "Lega Anti-Imperialista Americana" tra i cui fondatori vi fu Oswald Garrison Villard.

### Libri
- Alberto Aquarone, Le origini dell'imperialismo americano: da McKinley a Taft (1897-1913), Bologna, il Mulino, 1973.
- Felix Greene, Il nemico, collana Gli Struzzi, n. 38, Torino, Einaudi, 1973.
- Claude Julien, L'impero americano, Milano, Mondadori, 1969.
- Federico Romero, Giampaolo Valdevit e Elisabetta Vezzosi, Gli Stati Uniti dal 1945 a oggi, Roma-Bari, Laterza, 1996, ISBN 9788842050216.
- (EN) Ian Tyrrell, Crisis of the Wasteful Nation: Empire and Conservation in Theodore Roosevelt's America, University of Chicago Press, 2015, ISBN 9780226197937.

### Articoli
- (EN) Chang Yun-yo, American Imperialism: A Chinese View, in Pacific Affairs, vol. 3, n. 3, marzo 1930,  pp. 278-284, DOI:10.2307/2749870.
- (EN) Erin L. Murphy, Women's Anti-Imperialism, The White Man's Burden, and the Philippine-American War. Theorizing Masculinist Ambivalence in Protest, in Gender and Society, vol. 23, n. 2, aprile 2009,  pp. 244-270.
- (EN) Robert Zevin, An Interpretation of American Imperialism, in The Journal of Economic History, vol. 32, 1: The Tasks of Economic History, marzo 1972,  pp. 316-360.